# Mike Maddux
Pour les articles homonymes, voir Maddux.
Michael Ausley Maddux (né le 27 août 1961 à la Dayton, Ohio, États-Unis) est un ancien lanceur droitier de baseball ayant joué dans les Ligues majeures de 1986 à 2000. 
Il est l'actuel entraîneur des lanceurs des Rangers du Texas depuis 2023.
Il est le frère aîné du lanceur Greg Maddux.

## Carrière d'entraîneur
Maddux est pendant six ans l'entraîneur des lanceurs des Brewers de Milwaukee avant de se joindre aux Rangers du Texas pour la saison 2009. Il est en poste pendant 7 saisons. Après avoir refusé un nouveau contrat, il quitte les Rangers en octobre 2015.
Le 4 novembre 2015, Maddux est engagé comme instructeur des lanceurs des Nationals de Washington.